# La Firme (roman)
Pour les articles homonymes, voir La Firme et The Firm.
La Firme est un roman policier américain écrit par John Grisham , auteur spécialisé dans les thrillers juridiques, publié en  1991. Ce roman de John Grisham est devenu un succès d'édition et a été adapté au cinéma en 1993 avec La Firme.

## Résumé
Mitchell « Mitch » Y. McDeere, un jeune et intelligent avocat tout juste sorti de l'université de droit d’Harvard, est courtisé par plusieurs cabinets d'avocats réputés. Mais son choix se porte finalement sur un petit et discret cabinet de Memphis dans le Tennessee, le cabinet « Bendini, Lambert & Locke », qui le courtise en lui proposant un important salaire et des avantages.
Mitch ne s'imagine pas qu'il sera ensuite entraîné dans une aventure époustouflante, défiant les avocats immoraux de la firme, frôlant de peu la mafia et fuyant le FBI qui cherche à se servir de lui pour démanteler cette firme.

## Personnages principaux
- Mitchell « Mitch » Y. McDeere, le personnage principal du roman.
- Abigail « Abby » McDeere, l’épouse de Mitch.
- Ray McDeere, le frère de Mitch, détenu en prison.
- Oliver Lambert, un associé et cofondateur de la firme.
- Nathan Locke, le numéro deux de la firme. Il a grandi à Chicago et a servi les Moroltos depuis l'âge de dix ans. Il est une figure majeure de la famille du crime Morolto. Décrit comme « maléfique, excentrique » avec des « yeux laser noirs ».
- Avery Tolar, un associé de la firme et mentor de Mitch.
- Lamar Quin, un associé de la firme, ami de Mitch.
- DeVasher, un ancien officier de police de La Nouvelle-Orléans, chef de la sécurité de la firme.
- Lou Lazarov, un caporegime (lieutenant) de la famille mafieuse Morolto, qui possède un contrôle sur la firme.
- Joey « The Priest » Morolto, le chef de la famille mafieuse Morolto. Frère cadet de Mickey Morolto, il a des affaires limitées avec la famille du crime. Il a hérité de l'entreprise familiale à la mort de son père en 1980.
- Eddie Lomax, un détective privé engagé par Mitch pour enquêter sur la firme.
- Tammy Hemphill, la secrétaire et amante d'Eddie Lomax.
- F. Denton Voyles, le directeur du FBI.
- Wayne Tarrance, l'agent spécial du FBI chargé de l’enquête sur la firme.

## Accueil
Le roman occupe la 42e place au classement des cent meilleurs livres policiers de tous les temps établi par en 1995 l'association des Mystery Writers of America.

## Adaptation cinématographique
- 1993 : La Firme, film américain réalisé par Sydney Pollack, avec Tom Cruise et Ed Harris parmi les rôles principaux.

## Suite
The Exchange: After The Firm constitue la suite du premier roman. L'action se situe 15 ans plus tard, après que Mitch McDeere et sa femme Abby, ayant aidé à exposer les liens secrets d’une firme de Memphis, ont pris la fuite pour sauver leur vie, et se sont installés à New York.  Mitch est maintenant associé dans le plus grand cabinet juridique de la planète, et accepte une affaire pro bono qui le ramène à Memphis.
Le livre paraît en langue anglaise le 17 octobre 2023.  Le livre est paru en France le 3 avril 2024 sous le titre Le Réseau.